# Марочная наклейка
Ма́рочные накле́йки, накле́йки для ма́рок, или филателисти́ческие накле́йки, — специально изготовленные узкие, небольшие по формату (до 1—2 см) полоски из тонкой гуммированной бумаги, предназначенные для наклеивания филателистических материалов в альбомных листах.

## Описание
Обычно марочные наклейки изготавливаются из тонкой и прозрачной бумаги типа пергамина, покрытой с одной стороны клеем. Наклейки выпускаются как заранее перегнутые, так и без перегиба. У последних перед применением следует отогнуть примерно одну третью части клеевой стороной наружу, каждая из частей в одной точке смачивается водой и прижимается: меньшая — к оборотной стороне клеммташа, в который вложен приклеиваемый филателистический материал, либо при отсутствии клеммташа или какого-либо другого защитного покрытия непосредственно к самому коллекционному изданию; большая часть — к альбомному листу.
Наклейка должна приклеиваться минимально возможной поверхностью, чтобы, с одной стороны, она достаточно прочно держала приклеенный материал, а с другой — её можно было бы легко удалить, не повредив при этом ни сам альбомный лист, ни приклеенный материал.
Использование самодельных наклеек, а также в качестве наклеек полей марочных почтовых листов, покрытых клеем, нежелательно, так как они могут повредить филателистические материалы.

## История
Первые наклейки для почтовых марок стал применять Артур Мори во Франции в 1867 году.
Впервые фабрично изготовленные марочные наклейки появились в Германии в 1885 году. Их выпускали в виде листов и рулончиков из тонкой бумаги с клеевым слоем, которые надо было нарезать на наклейки нужных форматов. В 1893 году в Германии были изготовлены наклейки, покрытые клеем с обеих сторон. Такие двусторонние наклейки не перегибались, а приклеивались одной стороной к альбомному листу, а другой — к коллекционному материалу, однако широкого распространения не получили.